# نایجل گرینوود (بازیکن فوتبال)
نایجل گرینوود (انگلیسی: Nigel Greenwood؛ زادهٔ ۲۷ نوامبر ۱۹۶۶) بازیکن فوتبال اهل بریتانیا است.
از باشگاه‌هایی که در آن بازی کرده‌است می‌توان به باشگاه فوتبال آکرینگتون استنلی، باشگاه فوتبال بامبر بریج، باشگاه فوتبال پرستون نورث اند، و باشگاه فوتبال بری اشاره کرد.